# صخرة الروشة
صخرة الروشة هي معلم سياحي لبناني شَهير وهي عبارة عن صخرتين كبيريتين قريبتين من شاطئ منطقة الروشة، في بحر بيروت الغربي.

## التسمية
إطلاق كلمة «روشة» على هذه الصخرة يعود إلى أصل آرامي، حيث تلفظ «روش» وتعني بالعربية رأس، إلا أن بعض الباحثين يرون أن اللفظة من أصل فرنسي، حيث تعني روش باللغة الفرنسية الصخرة، ويرجح أن التسمية لم تكن تطلق عليها إلاّ خلال فترة الحكم الفرنسي للبنان.

## تاريخ التكون
يفترض بعض علماء الجيولوجيا بأن صخرة الروشة ظهرت بسبب عدة زلازل قوية ضربت بحر بيروت الغربي في القرن الثالث عشر، حيثُ أدت هذه الزلازل إلى القضاء على العديد من الجزر المأهولة في ذلك الوقت وظهر في محلها صخور كثيرة منها صخرة الروشة.

## التركيب
تتكون الصخرة من صخرتين هائلتي الحجم، إحداهما أكبر من الثانية، والكبيرة هي الصَخرة المجوفة الوسط. يبلغ ارتفاع صخرة الروشة ما يُقارب 70 مترًا ومتوسط ارتفاعها 25 مترًا، أما الصخرة الثانية الصغيرة فقد تأثّرت بعوامل التعرية الجوية التي تعرضت لها عبر الزمن، مما أدى إلى جعلها مُدببة الشكل.

## الأهمية

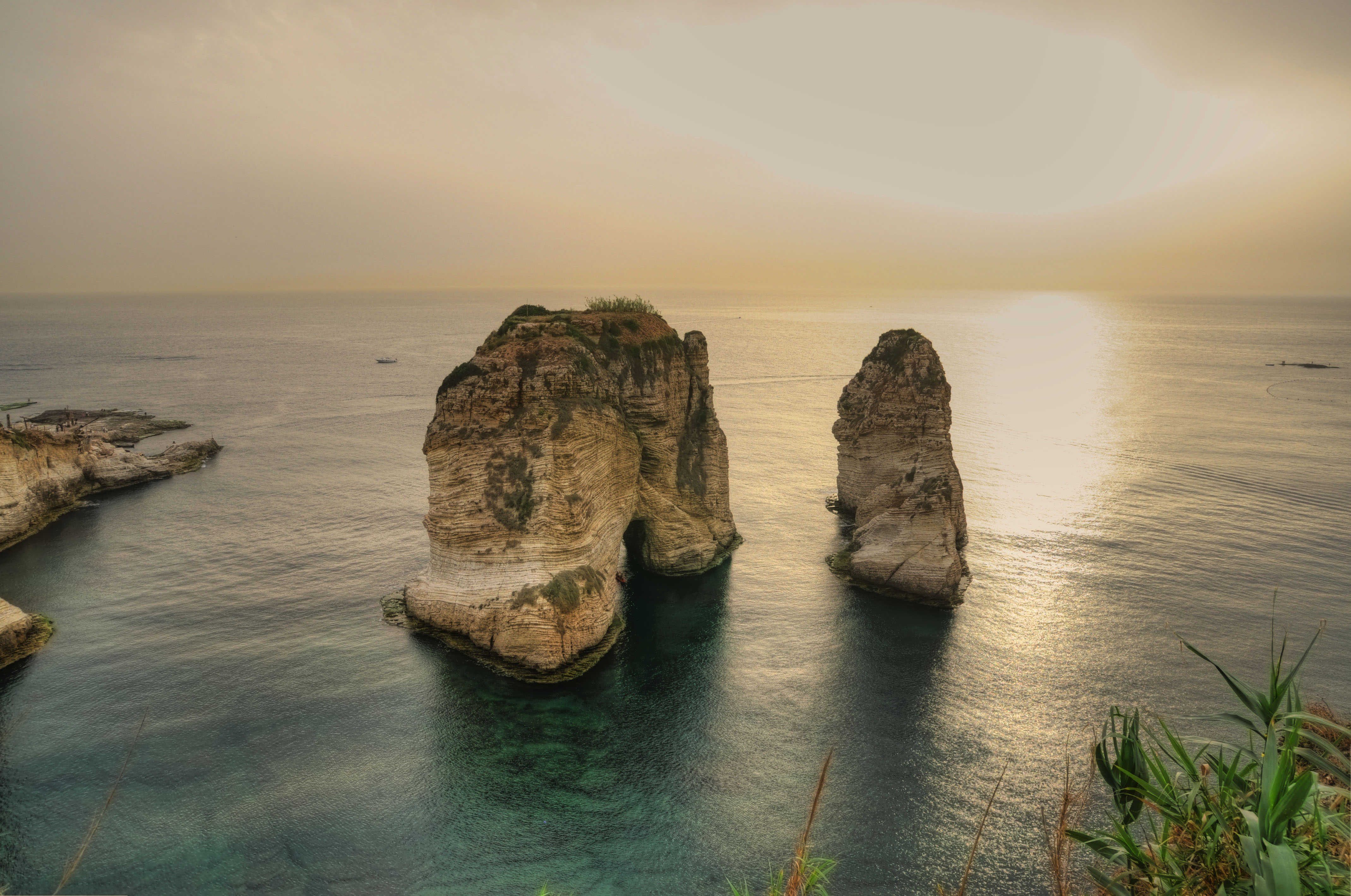

تُعتبر صخرة الروشة من المعالم السياحية الرئيسية في لبنان، حيثُ تشكل مزاراً مُهماً للعديد من السياح خصوصاً للاستمتاع برؤيتها ومشاهدتها عن قرب وأخذ الصور التذكارية، وفي الغالب يقوم الزوار بجولة بحرية عبر ركوب القوارب والتي تبحر حول صخرة الروشة وتعبر في التجويف الموجود فيها.
كما أنَّ صخرة الروشة كانت على مدى السنين مكاناً لإجراء النشاطات الوطنية والاجتماعية والرياضية وغيرها، إذ قام بتسلقها بعض المغامرين والهواة، واعتلت صخرتها أعلام ويافطات لها دلالات ومناسبات، حتى أن بعض المرشحين للانتخابات النيابية اللبنانية وضعوا خلال فترة الحرب الأهلية صورهم عليها، وكان آخر نشاط عرفته الصخرة في تشرين الثاني عام 2015 عندما أضيئت بالعلمين اللبناني والفرنسي، تضامناً مع فرنسا بعد العملية الإرهابية التي شهدتها باريس، الأمر الذي لاقى ردود فعل رافضة في لبنان.

## أسماء أخرى

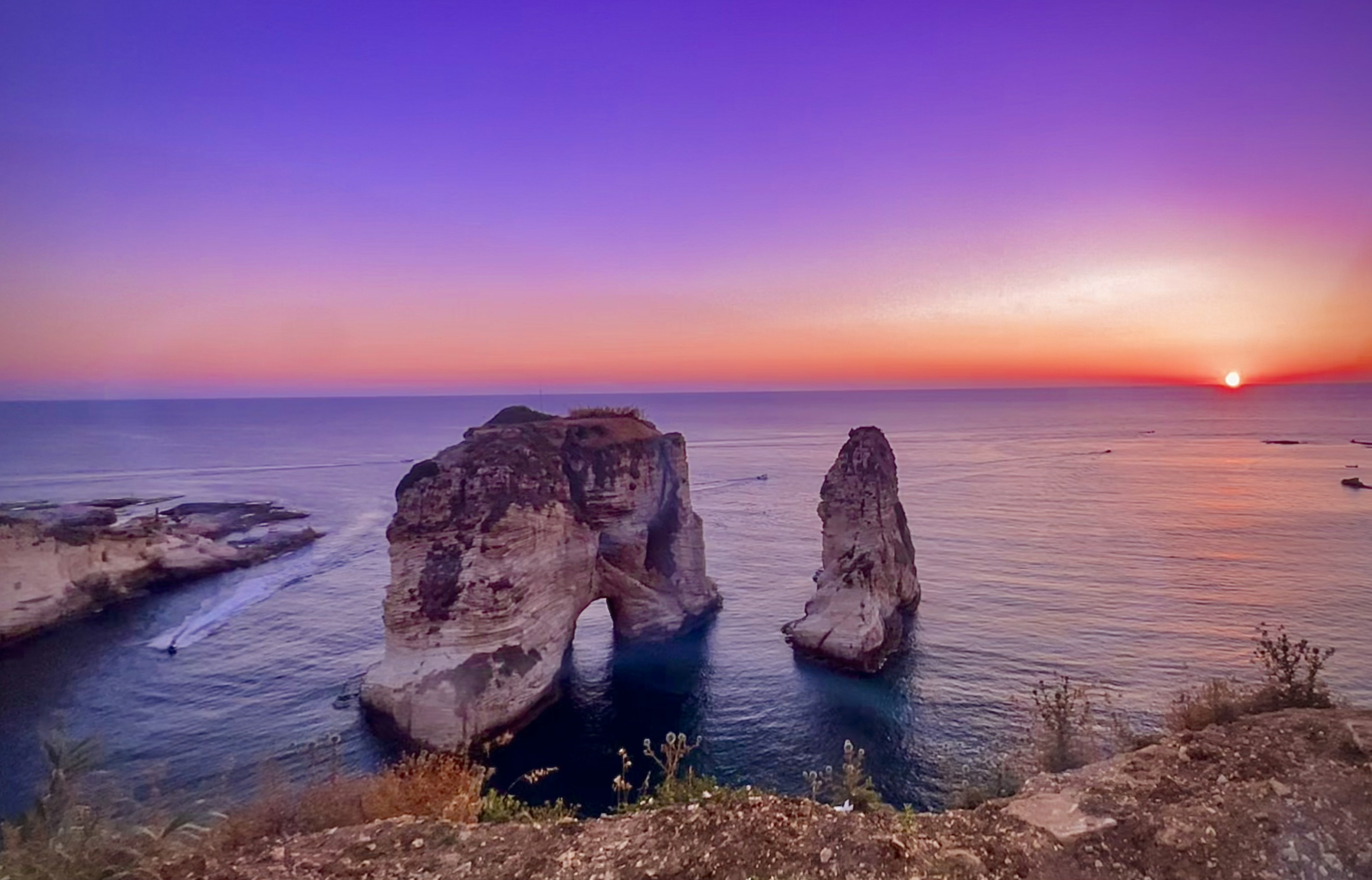
صخرة الروشة

### محلية
تسمى صخرة الروشة بصخرة الحمام وبِصخرة الحب وأيضاً تُسمى بصخرة الانتحار وذلك على الرغم من أن حالات الانتحار نادرة فيها وغالباً ما تحصل في الخليج المقابل للصخرة.

### أجنبية
تسمى بنفس الاسم (بالإنجليزية: Raouche Rocks)‏ وتُعرف أيضاً باسم صَخرة الحمام (بالإنجليزية: Pigeon's Rock)‏.

## وصلات خارجية
- صورة لصخرة الروشة